# Třída Freedom (2006)
Třída Freedom je třída válečných lodí Námořnictva Spojených států amerických kategorie Littoral Combat Ship. První dvě jednotky této třídy Freedom a Fort Worth byly postaveny za účelem účasti na porovnávacích zkouškách s konkurenčním designem třídy Independence společností General Dynamics a Austal. Oproti původním předpokladům byla nakonec objednána série plavidel obou konstrukcí. Celkem byla objednána stavba celkem 16 jednotek této třídy. Prototypová jednotka Freedom byla do služby přijata roku 2008. Do roku 2024 bylo dokončeno patnáct jednotek této třídy.
Z hlediska námořnictva jsou problematická obě prototypová plavidla Freedom a Fort Worth, jejichž konstrukce nebyla vyzrálá a oproti pozdějším plavidlům své třídy mají odlišnou konfiguraci. Námořnictvo obě plavidla od roku 2016 vedlo jako cvičná experimentální, přičemž v únoru 2020 byl zveřejněn záměr obě plavidla zcela vyřadit, neboť celkový upgrade na úroveň novějších plavidel by byl nerentabilní. Stejná je situace u prvního páru plavidel třídy Independence. Freedom a Fort Worth měly být vyřazeny v březnu 2021. Později bylo oznámeno, že loď Freedom bude vyřazena až 30. září 2021. V červenci 2021 byl zveřejněn plán na vyřazení hned čtyř jednotek třídy Freedom (Fort Worth, Detroit, Little Rock) k 31. březnu 2022.
Fort Worth však nakonec zůstal ve službě a roku 2023 byla vyřazena plavidla Milwaukee, Detroit, Little Rock a Sioux City. Američané nabídly tato čtyři vyřazená plavidla Řecku. V Řecku nabídka vyvolala kritiku, kvůli nevyřešeným problémům s pohonem plavidel, potřebou nákladných oprav i cenou 50 milionů dolarů.

## Stavba

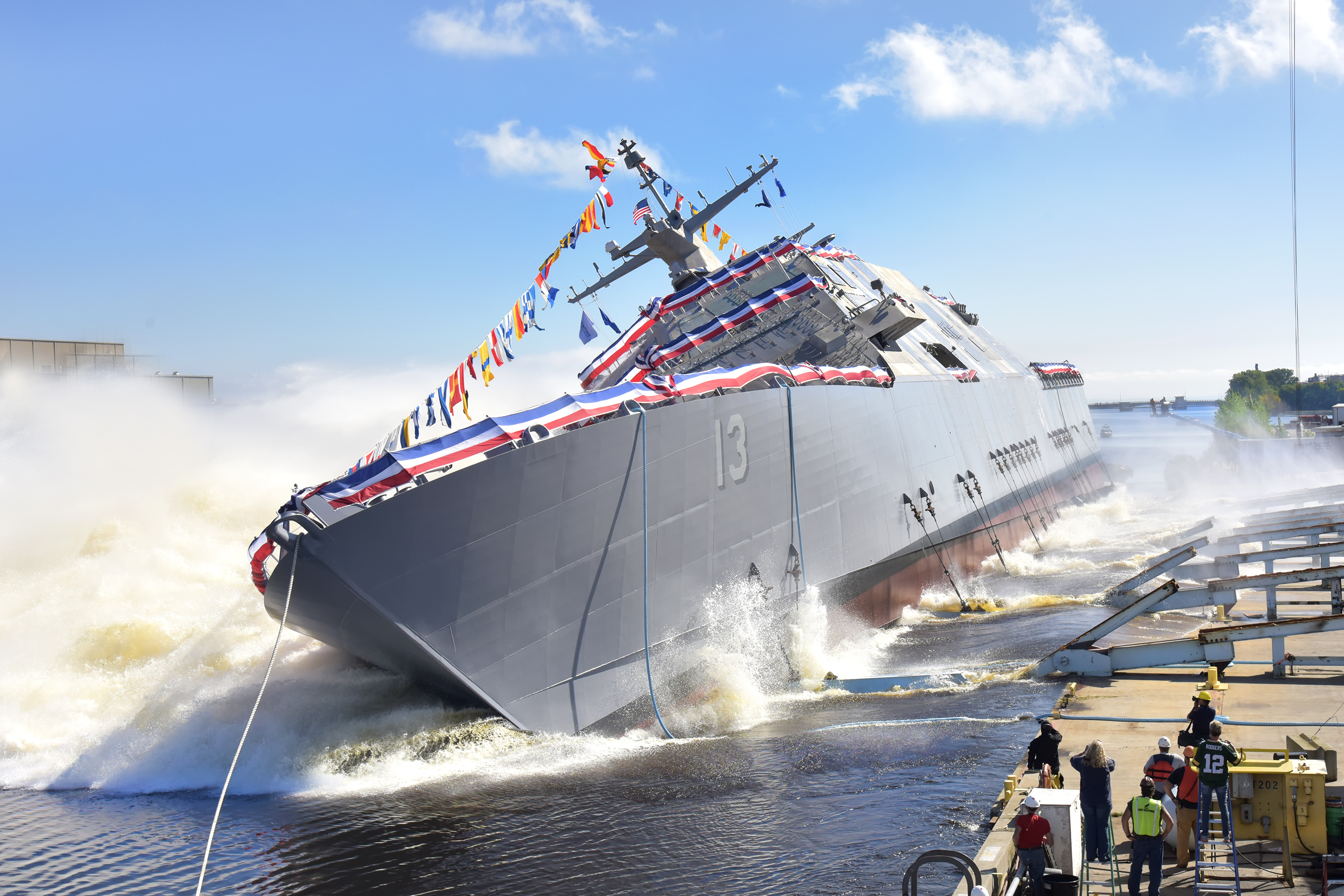
USS Wichita (LCS-13) během spuštění na vodu

Třída byla vyvinuta společností Lockheed Martin do soutěže amerického námořnictva o novou kategorii plavidel pro pobřežní operace, schopných zastoupit především fregaty a minolovky. Jejím konkurentem se stala odlišně koncipovaná třída Independence, přičemž po vzájemném srovnání se námořnictvo rozhodlo pro akvizici obou typů. Prototypová jednotka USS Freedom (LCS 1) byla objednána v prosinci 2004. Její stavba probíhala v letech 2006-2008.
Stavba druhé jednotky pojmenované USS Courage (LCS 3) měla být zahájena na počátku roku 2007, přičemž plavidlo mělo do služby vstoupit v roce 2009. V lednu 2007 však byla stavba odložena, neboť americké námořnictvo přehodnocovalo celý program LCS. Nakonec bylo rozhodnuto pokračovat ve stavbě plavidel modifikovaných na základě zkoušek prototypu. Stavba LCS-3 tak mohla pokračovat, přičemž plavidlo dostalo nové jméno Fort Worth.
Jednotky třídy Freedom:
| Jméno                             | Založení kýlu     | Spuštěna          | Vstup do služby    | Status                  |
| --------------------------------- | ----------------- | ----------------- | ------------------ | ----------------------- |
| USS Freedom (LCS-1)               | 2. červen 2005    | 23. září 2006     | 8. listopad 2008   | vyřazena 29. září 2021  |
| USS Fort Worth (LCS-3)            | 11. červenec 2009 | 7. prosinec 2010  | 22. září 2012      | aktivní                 |
| USS Milwaukee (LCS-5)             | 27. říjen 2011    | 18. prosinec 2013 | 21. listopad 2015  | vyřazena 8. září 2023   |
| USS Detroit (LCS-7)               | 8. listopad 2012  | 18. říjen 2014    | 22. říjen 2016     | vyřazena 29. září 2023  |
| USS Little Rock (LCS-9)           | 27. červen 2013   | 18. červenec 2015 | 16. prosince 2017  | vyřazena 29. září 2023  |
| USS Sioux City (LCS-11)           | 19. únor 2014     | 30. ledna 2016    | 18. listopadu 2018 | vyřazena 14. srpna 2023 |
| USS Wichita (LCS-13)              | 9. únor 2015      | 17. září 2016     | 12. ledna 2019     | aktivní                 |
| USS Billings (LCS-15)             | 2. listopad 2015  | 1. červenec 2017  | 3. srpna 2019      | aktivní                 |
| USS Indianapolis (LCS-17)         | 18. červenec 2016 | 18. duben 2018    | 26. října 2019     | aktivní                 |
| USS St. Louis (LCS-19)            | 17. května 2017   | 15. prosinec 2018 | 8. srpna 2020      | aktivní                 |
| USS Minneapolis-St. Paul (LCS-21) | 22. února 2018    | 15. června 2019   | 21. května 2022    | aktivní                 |
| USS Cooperstown (LCS-23)          | 14. srpna 2018    | 19. ledna 2020    | 6. května 2023     | aktivní                 |
| USS Marinette (LCS-25)            | 27. březen 2019   | 31. října 2020    | 16. září 2023      | aktivní                 |
| USS Nantucket (LCS-27)            | 9. října 2019     | 7. srpna 2021     | 16. listopadu 2024 | aktivní                 |
| USS Beloit (LCS-29)               | 22. července 2020 | 7. května 2022    | 23. listopadu 2024 | aktivní                 |
| USS Cleveland (LCS-31)            | 16. června 2021   | 15. dubna 2023    |                    | ve stavbě               |

## Konstrukce

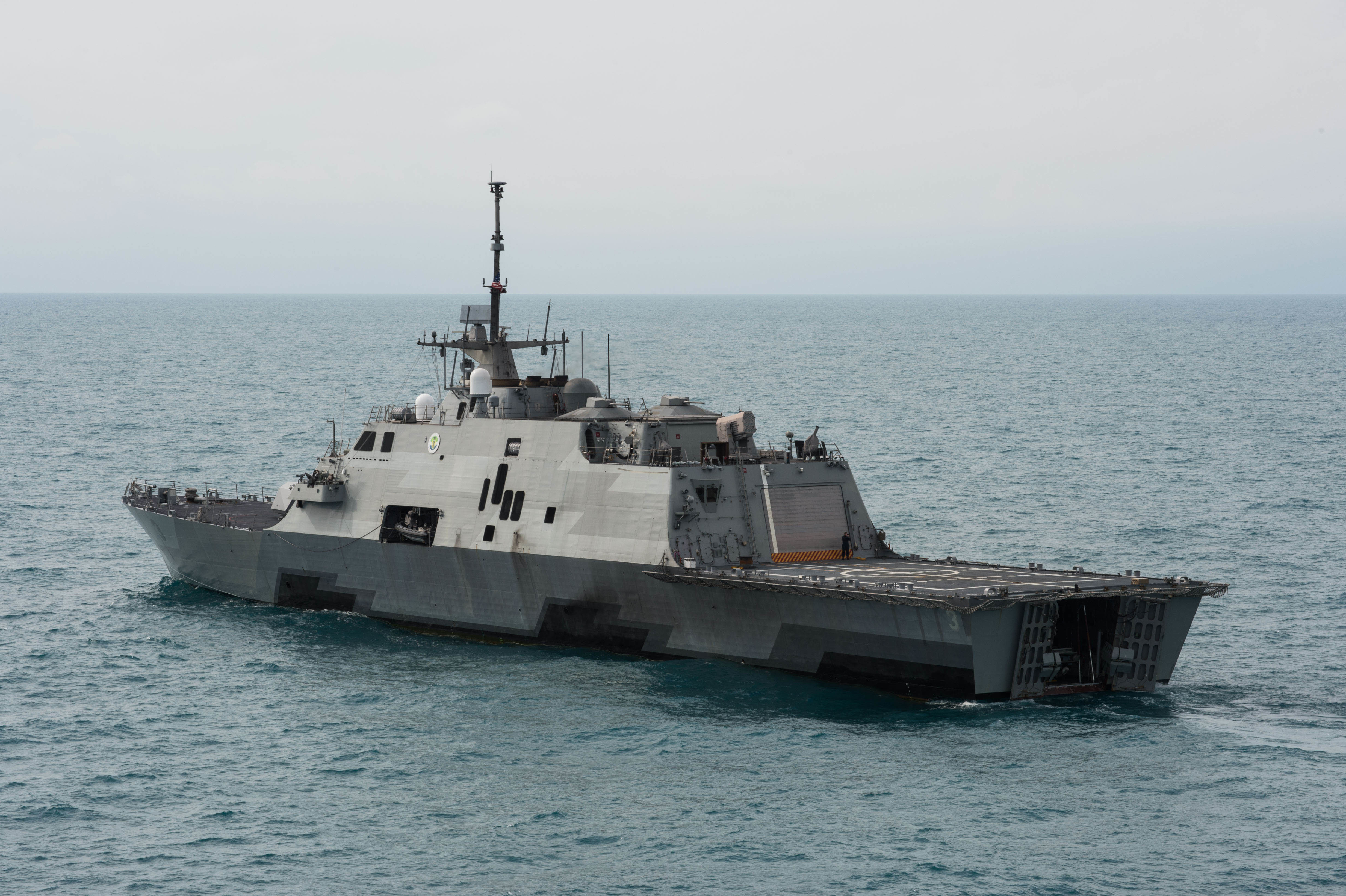
USS Fort Worth (LCS-3)

Člun RHIB na palubě USS Freedom (LCS-1)

Třída Freedom představuje jednotrupá plavidla s modulární konstrukcí, umožňující jejich rychlou konverzi pro různé druhy misí za pomocí instalace tří různých typů sad modulového vybavení (tzv. mission packages). Jedná se o sadu pro ničení min (MIW – mine warfare), protiponorkový boj (ASW – anti-submarine warfare) a boj proti hladinovým cílům (SUW – anti-surface warfare). Jednotlivé sady přitom procházejí složitým vývojem, jejich složení se průběžně mění a je postupně zdokonalováno.
Životnost plavidel je projektována na 30 let. Jejich trup je postaven z oceli, nástavba je z hliníkové slitiny. Plavidla využívají bojový řídící systém Lockheed Martin COMBATSS-21. Elektroniku tvoří 3D vyhledávací radar EADS TRS-3D, sonar s měnitelnou hloubkou ponoru Thales Captas 4249 a systém pro elektronický boj Argon ST WBR-2000.
Hlavňovou výzbroj tvoří jeden 57mm lodní kanón 57mm kanón Mk 110, dva 30mm automatické kanóny Mk 44 Bushmaster II a čtyři 12,7mm kulomety. K obraně proti napadení ze vzduchu slouží jeden 21násobný protiletadlový raketový komplet RIM-116 Rolling Airframe Missile. Dále jsou lodě vyzbrojeny dvěma raketomety pro protilodní střely RGM-84A Harpoon. Instalovat lze dva moduly obsahující 12násobná vertikální vypouštěcí sila pro řízené střely AGM-114L Longbow Hellfire.
Na zádi se nachází přistávací plocha a hangár umožňující operace dvou středních vrtulníků MH-60R/S Seahawk, nebo jednoho vrtulníku a dále bezpilotních prostředků (zejména MQ-8B Fire Scout). Plavidla nesou rovněž rychlé čluny RHIB.
Pohonný systém tvoří dvě plynové turbíny Rolls-Royce MT30 o výkonu 36 MW a dva diesely Fairbanks Morse Colt-SEMT-Pielstick 16PA6B STC, pohánějící čtyři vodní trysky Rolls-Royce. Elektrickou energii poskytují čtyři dieselgenerátory Isotta Fraschini V1708. Nejvyšší rychlost přesahuje 45 uzlů. Dosah je 3500 námořních mil při 18 uzlech.

## Deriváty na bázi třídyFreedom

### Korvety MMSC
Dne 20. října 2015 schválil Kongres prodej čtyř korvet třídy Saud vycházejících z třídy Freedom Saúdské Arábii. Model připravovaného plavidla společnost Lockheed Martin představila v lednu 2018. Ten nese následující konfiguraci výzbroje: jeden 57mm kanón Bofors, dva 20mm kanóny ve zbraňových stanicích Nexter Narwhal, osminásobné vertikální silo Mk.41, osm protilodních střel Harpoon a systém blízké obrany SeaRAM. Elektroniku tvoří dva systémy řízení palby Saab CEROS 200 a radar Hensoldt TRS-4D kategorie AESA. Plavidla ponesou systém elektronického boje Argon ST WBR-2000. Postaví je americká loděnice Fincantieri Marinette Marine ve Wisconsinu. Stavba prototypu Saud byla zahájena 29. října 2019.

### Fregaty FFG(X)
Společnost Lockheed Martin získala v únoru 2018 kontrakt na konceptuální práce adaptace konstrukce třídy Freedom na fregaty, které by se mohly účastnit soutěže FFG(X). Model takového plavidla byl poprvé představen roku 2018 na sympóziu SNA 2018. V květnu 2019 společnost Lockheed Martin oznámila, že vlastní plavidlo do soutěže FFG(X) nenabídne. Nadále bude usilovat o dodávku bojového řídícího systému (COMBATSS 21) a dalších subsystémů.